# Łosie (Nowy Sącz)
Pour les articles homonymes, voir Łosie.
Łosie est une localité polonaise de la gmina de Łabowa, située dans le powiat de Nowy Sącz en voïvodie de Petite-Pologne.